# Bông lau họng vạch
Bông lau họng vạch, tên khoa học Pycnonotus finlaysoni, là một loài chim trong họ Pycnonotidae.

## Phân loài
Có 3 phân loài được ghi nhận:
- Pale-eyed bulbul (P. f. davisoni) - (Hume, 1875): Originally described as a separate species in the genus Ixos. Found in western and south-central Myanmar
- P. f. eous - Riley, 1940: Found in southern China, Thailand and southern Indochina
- P. f. finlaysoni - Strickland, 1844: Found on the Malay Peninsula